# Pauline Wimberger
Pauline Wimberger (* 18. April 1971 in Arnstorf) ist eine deutsche Medizinerin und Hochschullehrerin am Universitätsklinikum Carl Gustav Carus Dresden der TU Dresden.

## Leben und Wirken
Wimberger studierte seit 1992 Humanmedizin an der Universität München. Nach ihrem Studienabschluss 1998 und ihrem Praktikum an der Klinik und Poliklinik für Frauenheilkunde und Geburtshilfe des Universitätsklinikums München wurde sie 2000 zur Ärztin approbiert. Bereits 1999 war sie mit der Schrift Vergleich der intrazellulären pH-Regulation von Skelettmuskelzellen und Widerstandsgefäßen von normo- und spontan-hypertensiven Ratten mit Untersuchung der Na+-H+-Antiporteraktivität in München zur Dr. med. promoviert worden. Ab 2001 war sie als wissenschaftlicher Mitarbeiterin dort als wissenschaftliche Mitarbeiterin tätig, wechselte 2002 aber an die Klinik für Frauenheilkunde und Geburtshilfe des Universitätsklinikums Essen. Dort wurde sie 2004 als Fachärztin für Frauenheilkunde und Geburtshilfe anerkannt. Im folgenden Jahr wurde Wimberger Oberärztin in Essen, 2006 leitende Oberärztin. 2007 habilitierte sie sich für die Fächer Gynäkologie und Geburtshilfe. Nachdem sie 2010 zur stellvertretenden Direktorin der Klinik für Frauenheilkunde und Geburtshilfe des Universitätsklinikums Essen ernannt worden war, erhielt sie im darauf folgenden Jahr eine außerplanmäßige Professur für Gynäkologie und Geburtshilfe an der Universität Duisburg-Essen. 2012 wechselte Wimberger an die TU Dresden, wo sie seitdem Direktorin der Klinik und Poliklinik für Frauenheilkunde und Geburtshilfe sowie ordentliche Professorin für Gynäkologie und Geburtshilfe ist. Seit 2020 ist sie zudem Studiendekanin für den Bachelorstudiengang „Hebammenkunde“. Außerdem war sie unter anderem zeitweilig Vorstandsmitglied der European Society of Gynaecological Oncology und ist seit 2023 Mitglied in der Deutschen Akademie der Naturforscher Leopoldina.
Wimbergers Forschungsschwerpunkt liegt in der Gynäkologie. Hierbei wiederum liegt ihr Hauptaugenmerk auf der gynäkologischen Onkologie mit Schwerpunkt Tumorchirurgie. In ihrem Fokus liegt zudem die Systemtherapie, insbesondere innovative zielgerichtete personalisierte Therapien und Immuntherapien. Dabei berücksichtigt sie insbesondere blutbasierte Biomarker zur Verbesserung der individuellen Prognosen und Therapien. Hierbei entwickelte sie selbstständig eigene innovative Diagnose‐ und Behandlungsverfahren. Operativ liegt ihr Schwerpunkt auf der radikalen Tumorchirurgie einschließlich plastischer Rekonstruktionen, minimalinvasiver sowie roboterassistierter Chirurgie, insbesondere die Tumorentfernung beim Zervixkarzinom. Im Rahmen der kompartmentbasierten Tumorchirurgie setzt Wimberger die die Methode der Totalen Mesometrialen Resektion (TMMR) ein. Ein weiterer Schwerpunkt in der Tätigkeit Wimbergers liegt in der Behandlung von Patientinnen mit Endometriose und Brust‐ und Eierstockkrebs, auch hier wieder unter besonderer Berücksichtigung von Biomarkern.